# Animal Crackers (fumetto)
Animal Crackers è una striscia a fumetti pubblicata in syndication su numerosi giornali statunitensi ideata da Dick Ryan e Warren Goodrich utilizzando animali per «rappresentare le fobie umane» a fini comici e venne pubblicata in modo intermittente dal 1937 al 1957. Una nuova serie illustrata da Roger Bollen iniziò nel 1967 e proseguì fino al 1994, quando venne proseguita da Fred Wagner. Nel 1997 ne è stata tratta una serie animata omonima.

## Storia editoriale
La serie venne ideata da Dick Ryan e Warren Goodrich utilizzando animali per «rappresentare le fobie umane» a fini comici e venne pubblicata in modo intermittente dal 1937 al 1957, una nuova serie illustrata da Roger Bollen iniziò nel 1967 e proseguì fino al 1994, quando venne proseguita da Fred Wagner dopo la morte di Bollen. In Italia è stata pubblicata sul mensile Linus negli anni settanta.

## Trama
Il titolo della serie si riferisce ai salatini a forma di animali per indicare un gruppo di animali che vivono nella riserva naturale del Freeborn Wildlife Preserve, composto da personaggi filosofici e sarcastici che commentano i comportamenti umani e vivono in una giungla. Fra i personaggi principali ci sono il leone Lillo (Lyle), la leonessa progressista Lana, il leone dai comportamenti machisti Lance, il cucciolo erede al trono Louis oltre gli altri esemplari come Dodo, Gnu lo gnu, Eugene l'elefante dall'ego ipertrofico e alcuni esemplari in via di estinzione.

## Altri media

### Televisione
- Animal Crackers: serie animata.[3]